# 杀手：血钱
《杀手：血钱》是IO Interactive开发、Eidos Interactive发布、Rasmus Højengaard监督的秘密潛入游戏，於2006年5月26日在欧洲发行，5月30日在美国发行，是《杀手》系列的第四部作品，遊戲同时还发行了手机版。

## 游戏内容
界面及操作大致與前作相同但引入了新特性，包括容許47爬过更多障碍物、使用非玩家角色作肉盾、以及利用任務酬金購買武器部件進行個人化改裝。遊戲亦增加可以使目標之死亡看上去像是意外的刺殺方式，包括使使用烤架的人著火、吊燈墜下、把目标推下陽台等。
《血钱》亦引進了「恶名」（Notoriety）系统：任务中被闭路电视拍下或殺人過程被看见會導致恶名值提升，數值愈高愈容易被非玩家角色认出，從而導致往後的任务难度提升。

## 遊戲劇情
2006年美國副總統於白宮被刺殺，前聯邦調查局總裁Alexander Leland Cayne安排與一名記者就此事會面，但真正目的是討論47的真相以及其刺殺事件。不久前一個名為The Franchise之秘密組織派出兩名複製人刺客向47之僱主國際契約情報局（International Contract Agency）展開有系統性刺殺，直至情報局只剩下47及其聯絡人戴安娜·伯活特（Diana Burnwood）。戴安娜關閉情報局、把餘下資源與47平分、最後下令47殺死追殺他們的刺客。47完成任務並殺死其中一名複製人刺客，駕車離開時遇上中央情報局成員兼舊識史密斯（Smith），受託阻止美國總統被刺（刺客為美國副總統及餘下之複製人刺客，二人均效命於控制The Franchise之政治組織Alpha Xerox，目的是壟斷創造47之複製技術和防止總統對此作出禁止）。
47完成任務後回到其藏身之所，此時戴安娜突然前來提出逃離The Franchise追殺之建議，隨即乘機把一針筒刺進了47，特種部隊立即帶走了47，而戴安娜則正式被Cayne繳請加入The Franchise。47被送至教堂準備進行火化以免其骨髓落入敵對複製機構手中，戴安娜在Cayne與該名記者交談之際把47之專用手槍放在其身上、塗上口紅親吻了47後悄然離開：戴安娜對47注射了假死劑，其口紅則是解藥。47不久醒來並在把在場所有人（包括Cayne與該記者）全部殺死後離開。
事件結束後戴安娜利用The Franchise之資源重開情報局，但向來電之人表示已與47失去聯絡。同時47與一名身穿傳統中國服飾之男子相討合作事宜。